# 千種有梁
千種 有梁（ちぐさ / ちくさ ありはる、1858年4月11日（安政5年2月28日） - 1906年（明治39年）7月11日）は、日本の医師、政治家、華族。貴族院子爵議員。旧名・茂、茂樹。旧姓・伏谷。

## 経歴
山城国愛宕郡西殿町で千種有任の二男として生まれ、1874年（明治7年）陸軍軍人・伏谷淳の養子となる。その後、千種家に復帰し、1889年（明治22年）有梁に改名。実父の死去に伴い1892年（明治25年）9月23日、子爵を襲爵した。
幼少から英学、数学を修め、和歌にも親しんだ。1876年（明治9年）群馬県立医学校に入学し、同校廃校のため、県費生として大学予備門に入学。1879年（明治12年）県費生解約となり、長谷川泰、佐藤進に師事して研鑽を積んだ。1881年（明治14年）医術開業試験に合格して、1882年（明治15年）内務省から内科・外科医術開業免状の交付を受けた。1883年（明治16年）群馬県立病院雇となる。東京赤十字社病院、大学病院勤務を経て、1885年（明治18年）東京府本所区松井町で開業。1890年（明治23年）栃木県日光で有志の願いにより日光医院、回生医院、森先医院などを設立し、医師への指導、困窮世帯への医療や、また、天然痘流行への対処に尽力した。
1897年（明治30年）7月10日、貴族院子爵議員に選出され、1904年（明治37年）7月9日まで1期在任した。その他、英照皇太后御葬祭斎官などを務めた。

## 親族
- 妻 千種美津子（副島利忠〈副島種臣養父〉三女）[1]
- 長男 千種有秀（子爵・侍従）[1]
- 三女 伊集院菊子（伊集院兼高夫人）[1]
- 妹 楫取美寿子（楫取道明夫人）